# حرب الاستقلال الإيطالية الثالثة

معركة ليسا البحرية.

حرب الاستقلال الإيطالية الثالثة هي حرب تزامنت مع الحرب البروسية النمساوية، ودارت بين مملكة إيطاليا والإمبراطورية النمساوية.

## خلفية
عندما توج فيكتور ايمانويل الثاني ملكاً على إيطاليا يوم 17 مارس 1861، لم يشمل حكمه لاتسيو أو فينيشيا. خلقت حالة «إريدينتي» (وهو مصطلح إيطالي يعبر عن أجزاء البلاد تحت السيطرة الأجنبية، وتعني حرفياً غير المسترد) حالة من التوتر المتواصل في السياسة الداخلية في المملكة حديثة النشأة، فضلاً عن كونها حجر الزاوية في سياستها الخارجية.
كانت أولى محاولات ضم روما في 1862 من قبل جوزيبي غاريبالدي. واثقاً من حياد الملك، أبحر غاريبالدي من جنوة إلى باليرمو. جمع هناك 1200 من المتطوعين وانتقل من كاتانيا ليحط في ميليتو في كالابريا، ويصل أسبرومونتي في 24 أغسطس، ناوياً عبور شبه الجزيرة وصولاً إلى روما. لكن الجنرال البييمونتي إنريكو تشيالديني أرسل فرقة بقيادة العقيد بالافيتشينو لوقف جيش المتطوعين. أصيب غاريبالدي نفسه في المعركة التي تلت ذلك، وأسر مع رجاله.
تحولت الخلافات المتزايدة بين النمسا والهيمنة المتزايدة لبروسيا في ألمانيا إلى حرب مفتوحة في عام 1866، مما منح إيطاليا الفرصة لاستعادة فينيشيا. في 8 أبريل 1866 وقعت الحكومة الإيطالية تحالفاً عسكرياً مع بروسيا بوساطة من نابليون الثالث الفرنسي. كان على الجيوش الإيطالية بقيادة الجنرال ألفونسو لا مارمورا الاشتباك مع النمساويين على الجبهة الجنوبية. في ذات الوقت يستفيد الإيطاليون من تفوقهم البحري بتهديد الساحل الدلماسي، مما يضطر النمسا لنقل جزء من قواتها إلى هناك من الجبهة الأوروبية المركزية.

## الاستعداد الإيطالي
عند اندلاع الحرب، عانى الوضع العسكري الإيطالي من الأمور التالية:
- الاندماج غير الكامل لجيوش مملكة سردينيا ومملكة الصقليتين، وهما المكونان الرئيسيان للدولة الجديدة. يعزى ذلك إلى المقاومة الكبيرة في جنوب إيطاليا التي سبقت وتلت الهجوم الأخير على نابولي في غايتا (1861)، وإلى حقيقة أن قطاعات من جيش نابولي السابق نظرت غزو بلادهم باعتباره استعماراً.
- التنافس القوي بين أسطولي المملكتين السابقتين اللذان شكلا ريجيا مارينا (أو البحرية الإيطالية الموحدة).
- المسألة التي لم تحل بعد حول القيادة العليا المتنازع عليها بالفعل بين رئيس الوزراء الإيطالي السابق كاميلو بينزو، كونتي دي كافور والملك فيكتور إيمانويل منذ 1859، وتفاقمت حينها بسبب تدني كفاءة خلفاء كافور. قرر الملك في نهاية المطاف البقاء في منصبه قائداً أعلى فعالاً للجيش والذي على الرغم من شجاعته كان غير ملائم للمنصب.

كان هذا بالإضافة إلى العيوب الهيكلية الأخرى أسباب الهزائم الإيطالية خلال النزاع.

## التحرك الإيطالي
بدأت بروسيا القتال في 16 يونيو 1866 من خلال مهاجمة عدة إمارات ألمانية متحالفة مع النمسا. بعد ثلاثة أيام، أعلنت إيطاليا الحرب على النمسا وبدأت العمليات العسكرية في 23 يونيو.
قسمت القوات الإيطالية في جيشين: الأول بقيادة لا مارمورا نفسه وانتشر في لومبارديا إلى الغرب من نهر مينشيو، متجهاً نحو المربع الدفاعي النمساوي القوي؛ أما الجيش الثاني فكان بقيادة انريكو تشيالديني في رومانيا جنوب نهر بو، متجهاً نحو مانتوفا وروفيغو.
عبر لا مارمورا أولاً بين مانتوفا وبسكيارا ديل غاردا، لكنه هزم هزيمة نكراء في كستوزا في 24 يونيو. بينما تشيالديني لم يقم بأي أعمال هجومية خلال الشطر الأول من الحرب، حيث أجرى فقط بضعة عروض وفشل حتى في محاصرة قلعة بورغوفورتي النمساوية جنوب البو.
تلا معركة كستوزا توقف كامل في العمليات القتالية، وذلك لخوف الإيطاليين من هجوم نمساوي مضاد. استغل النمساويون الوضع بالفعل وقاموا بغزو فالتلينا وفال كامونيكا (معركة فيتزا دوليو). إلا أن الحرب بمجملها دارت لصالح إيطاليا بسبب الانتصارات البروسية في الشمال وخصوصاً في سادوفا في 3 يوليو 1866. مما اضطر النمساويين لنقل أحد جيوش المشاة الثلاثة المنتشرة في إيطاليا إلى فيينا، مع التركيز على الدفاع عن ترينتينو وإيسونزو.

## هجوم إيطالي جديد
في الخامس من يوليو تلقت الحكومة الإيطالية أنباء عن جهود وساطة من قبل نابليون الثالث لتسوية الوضع، حيث سيسمح للنمسا بالحصول على شروط مواتية من بروسيا، وعلى وجه الخصوص الحفاظ على البندقية. كان الوضع محرجاً لإيطاليا حيث فشلت قواتها في تحقيق أي نجاح عسكري ذا صلة في هذا المجال. التمس لا مارمورا الاستفادة من إعادة نشر القوات النمساوية في فيينا وبالتالي استغلال تفوقه العددي لتحقيق انتصار جيد وبالتالي تحسين وضع إيطاليا.
في 14 يوليو، وخلال مجلس حرب عقد في فيرارا، اعتمدت خطة جديدة للحرب وفقاً للنقاط التالية:
- يقوم تشيالديني بقيادة الجيش الرئيسي الذي قوامه 150,000 جندي عبر فينيتو، بينما يقود لا مارمورا ما يقرب من 70,000 جندي ليواصل حصار المربع الدفاعي النمساوي.
- تبحر البحرية الإيطالية بقيادة الأدميرال كارلو دي بيرزانو في البحر الأدرياتيكي من أنكونا.
- تقوم فرقة غاريبالدي من المتطوعين (المسماة «صيادو الألب») مدعمين بفرقة نظامية باختراق ترينتينو، محاولين قدر الإمكان الاقتراب من عاصمته ترينتو. على الرغم من اليقين من الحصول على البندقية من خلال معركة أو كشرط من شروط السلام فإن مصير ترينتينو كان محط شك.

عبر تشيالديني نهر بو وسيطر على روفيغو (11 يوليو) وبادوفا (12 يوليو) وتريفيزو (14 يوليو) وسان دونا دي بيافي (18 يوليو) وفالدوبياديني وأوديرزو (20 يوليو) وفيتشنزا (21 يوليو) وأخيراً أوديني في فريولي (22 يوليو). في هذه الأثناء اندفع متطوعو غاريبالدي إلى الأمام من بريشا نحو ترينتو منتشين بالانتصار في معركة بيزيكا في 21 يوليو.
طغى على تلك الانتصارات الهزيمة الكارثية للجزء الأكبر من الجيش الإيطالي في معركة كستوزا في 24 يونيو والقوات البحرية الإيطالية في معركة ليسا (20 يوليو 1866). في 9 أغسطس، استجاب غاريبالدي لأوامر الملك بالتراجع من الأراضي التي سيطر عليها بقوله الشهير «أوبيديسكو!» («السمع والطاعة!»)، وتراجع من ترينتينو.
جرى وقف الأعمال العدائية عبر هدنة كورمونز التي وقعت في 12 أغسطس، وتلتها معاهدة فيينا في 3 أكتوبر 1866.

## التبعات
شملت شروط الصلح تسليم فينيشيا (مع مانتوفا وغربي فريولي) إلى فرنسا (التي سلمتها بدورها إلى إيطاليا) وتسليم التاج الحديدي (الذي ارتداه الملوك اللومبارديون على إيطاليا وأيضاً الأباطرة الرومان المقدسون بالإضافة إلى نابليون بونابرت نفسه).
ألحقت الأراضي المستردة بإيطاليا عبر استفتاء أجري في 21 و22 أكتوبر من عام 1866.
و هكذا بقيت روما خارج سيادة مملكة إيطاليا.